# 미국 국방산업대학교
미국 국방산업대학교(Dwight D. Eisenhower School for National Security and Resource Strategy)는 1924년 미국 워싱턴 시티에 첫 개교되어 현재에 이르고 있는 미국 국립 군사국방참모대학교이다.

## 역사
1924년 미국 워싱턴 D.C.에서 첫 개교한 미국 국방산업대학교는 미국 국방참모대학교의 분교라 할 수 있는 미국 국립 군사국방참모교육기관이다.

## 같이 보기
- 레슬리 제임스 맥네어 (Lesley James McNair)
- 버나드 라이지 오스틴 (Bernard Lige Austin)
- 미국 육군지휘참모대학교
- 미국 육군참모대학교
- 미국 해군참모대학교
- 미국 해병참모대학교
- 미국 해군대학원
- 미국 국방대학교
- 미국 공군참모대학교
- 미국 합동참모대학교